# Веприцкий, Роман Сергеевич
 Роман Сергеевич Веприцкий  (укр. Роман Сергійович Веприцький; 18 декабря 1977 года, Харьков) — украинский региональный деятель, в 2010—2015 годах глава районных администраций города Харьков, позже депутат Харьковского областного совета VII созыва.

## Ранние годы
Родился 18 декабря 1977 года в г. Харькове в семье рабочих, отец — Сергей Павлович Веприцкий (1937—1994), мать — Алла Николаевна Веприцкая (1939—1989). С 1983 по 1991 год обучался в Харьковской специализированной школе I—III ступеней № 108. С 1991 по 1993 год обучался в Харьковском профессиональном лицее железнодорожного транспорта.

## Образование
В 1997 году поступил в Национальную юридическую академию Украины имени Ярослава Мудрого на специальность «правоведение», окончил в 2003 году, после чего поступил в 2006 году и успешно окончил в 2008 году Харьковскую государственную зооветеринарную академию по специальности менеджмент организаций. С 2008 по 2011 год обучался в Харьковском региональном институте государственного управления и успешно окончил его по специальности «Государственное управление». В 2012 году окончил Харьковский национальный университет имени В. В. Докучаева по специальности «Землеустройство и кадастр». С 2009 года кандидат юридических наук по специальности «Трудовое право». В 2016 году получил степень доктора юридических наук по специальности «Криминальное право и криминология; криминально-исполнительное право».

## Трудовой путь
- С 1997 по 1999 год работал в Харьковской областной службе поиска, мастером по благоустройству Бабаевского управления жилищно-коммунального хозяйства[1].
- С 1999 по 2000 год — юрист предприятия Харьковского района «Перерабатывающий завод»[1].
- С 2000 по 2003 год — директор предприятия Харьковского района «Перерабатывающий завод»[1].
- С 2003 по 2009 год занимался юридической деятельностью[1].
- В 2009 году — заведующий сектором Госкомзема Украины[1].
- С 2009 по 2010 год — начальник Главного управления Госкомзема в Днепропетровской области[1].
- В 2010 году — начальник отдела земельных ресурсов Харьковской районной государственной администрации[1].
- В 2010 году — заместитель председателя по вопросам деятельности исполнительных органов, управляющий делами исполнительного комитета Октябрьского районного совета в городе Харькове[1].
- С 2010 по 2011 год — глава администрации Октябрьского района Харьковского городского совета[1].
- С 2011 по 2015 год — глава администрации Коминтерновского района Харьковского городского совета[1].
- С 2015 года — глава общественной организации «Україна об’єднана»[1].
- С 2017 по 2019 год — заместитель директора по финансово-экономическим вопросам регионального филиала «Юго-Западная железная дорога» ПАО «Украинская железная дорога».
- С 2019 года — директор регионального филиала «Юго-Западная железная дорога» АО «Украинская железная дорога».

## Муниципальная деятельность
В период руководства Романом Веприцким районными администрациями, он курировал ряд общественных акций, зарегистрированных как рекорды Украины:
- 2012 г. — Национальный рекорд Украины: портрет Юрия Гагарина на фасаде дома — самое большое граффити на Украине[3]
- 2013 г. — Национальный рекорд Украины: харьковский портрет Тараса Шевченка признали самым большим граффити на Украине[4]
- 2015 г. — Национальный рекорд Украины: самая большая коллекция фигурок слонов[5]
- 2015 г. — Национальный рекорд Украины самый большой трезубец изложенный телами людей на горе Говерла[6]